# Герасим Измайлов
Герасим Григориевич Измайлов (на руски: Герасим Григорьевич Измайлов) е руски търговец, изследовател на Северна Америка.

## Биография
Роден е около 1745 година в Якутск, Руска империя. Учи в Навигационното училище, след което служи като щурман на Камчатка. По време на бунта на заточения на полуострова поляк Мориц Беньовски, на 7 май 1771 е заловен от бунтовниците и отвлечен от Камчатка. За неуспешен опит да избяга е бит с камшици и изоставен на необитаемия остров Симушир, където прекарва сам повече от година преди да бъде прибран от събирача на кожи Никонов.
От 1775 до 1781 е командир на кораба „Свети Павел“, плава към Алеутските о-ви, като постепенно ги картира. През октомври 1778 на остров Уналашка се среща с капитан Кук, с когото води няколкодневни разговори и обменят помежду си информация за региона. Кук изпраща по него в Британското адмиралтейство съставената от него карта на северозападното крайбрежие на Северна Америка и за извършването на тази му услуга, му подарява шпагата си.
От 1783 до 1786 служи под командването на Григорий Шелихов. Плава неколкократно от Охотск до остров Кодиак, където участва в основаването на първото руско селище в Руска Америка. През 1788, заедно с Дмитрий Бочаров, на кораба „Свети Симеон“ открива северния бряг на залива Аляска от п-ов Кенай до залива Литуя (58°38′ с. ш. 137°34′ з. д. / 58.633333° с. ш. 137.566667° з. д.), в т.ч. залива Якутат (Беринг, 59°44′ с. ш. 139°45′ з. д. / 59.733333° с. ш. 139.75° з. д.). През 1789 изследва югоизточното крайбрежие на п-ов Кенай, а през 1792 – 1793 търси безуспешно земя на юг от залива Аляска в Тихия океан. През 1795 доставя в залива Якутат първата партия преселници.
Умира около 1795 година в Охотск.